# Tanggu

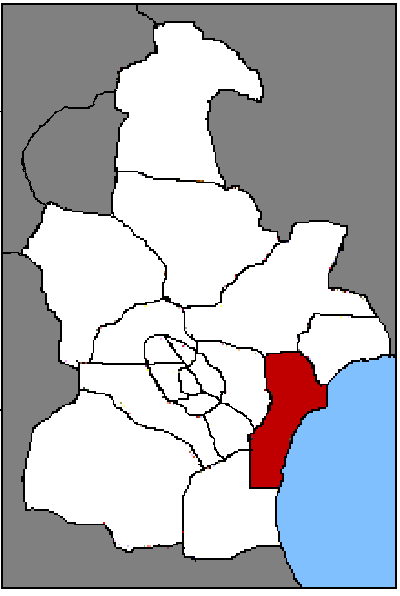
Lage des Stadtbezirks Tanggu in Tianjin

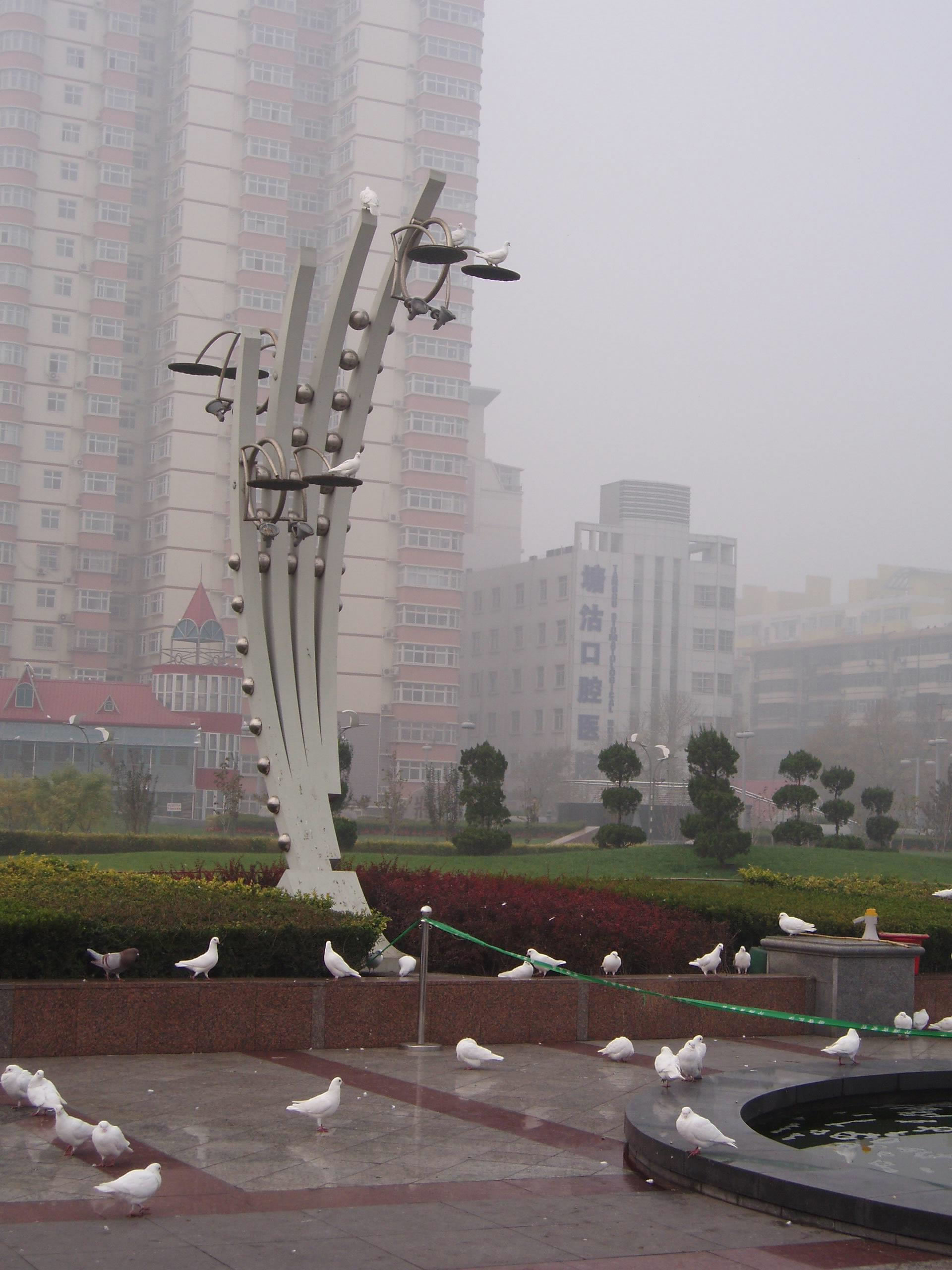
Stadtbild Tanggus

Tanggu (chinesisch 塘沽区, Pinyin Tánggū Qū) war ein chinesischer Stadtbezirk, der zum Verwaltungsgebiet der regierungsunmittelbaren Stadt Tianjin gehörte. Er befand sich im Osten von Tianjin an der Mündung des Hai He in die Bohai-Bucht des Bohai-Meeres. Tanggu hatte eine Fläche von 758,9 km² und zählte ca. 488.300 Einwohner (2002).
Tanggu war der Haupthafen der Region von und um Peking, der sich von Tianjin hierher direkt an die Küste verlagert hat.
Im Stadtbezirk Tanggu befanden sich die Taku-Forts, welche auf der Denkmalliste der Volksrepublik China stehen.

## Auflösung
Zum 31. Dezember 2009 wurde der Stadtbezirk Tanggu aufgelöst und seine Fläche Bestandteil des "Neuen Stadtbezirks" Binhai.